# 南太田 (つくばみらい市)
南太田（みなみおおた）は、茨城県つくばみらい市にある地名。郵便番号は300-2306。
　

## 概要
つくばみらい市の中部に位置する。北の板橋との境からつくばみらい市立伊奈東中学校や久保浄水場付近までの住宅が中心の丘陵部と、南の上島・中島の境までの農地が中心の平地部から構成されている。つくばみらい市立伊奈東中学校やワープステーション江戸が所在している。
東は野堀・武兵衛新田・戸茂、南は上島・中島・戸崎、西と北は板橋と接している。

## 世帯数と人口
2017年（平成29年）8月1日現在の世帯数と人口は以下の通りである。
| 大字   | 世帯数  | 人口  |
| ------ | ------- | ----- |
| 南太田 | 218世帯 | 606人 |

## 交通
つくばみらい市コミュニティバス｢みらい号｣が地域内を走っている。
コミュニティバス
地域内には｢南太田住宅前」、「伊奈東中学校入口」、「南太田」、「ワープステーション江戸」、「久保浄水場前」の5つの停留所がある。
| 系統 | 主要経由地                                         | 行先           | 運行会社 |
| --- | -------------------------------------------------- | -------------- | -------- |
| 南（右） | きらくやまふれあいの丘・伊奈庁舎・守谷駅東口・高波 | 循環みらい平駅 | ■関鉄    |
| 南（左） | 板橋小学校前・総合運動公園西・小張・高波           | 循環みらい平駅 | ■関鉄    |
| 備考 - 循環は循環路線 - 南（右）は、つくばみらい市コミュニティバスの系統。南は南ルート、（右）は右回りを意味する。 |                                                    |                |          |

最寄駅はみらい平駅で、地区内から5-6km離れている。

## 小・中学校の学区
市立小・中学校に通う場合、学区は以下の通りとなる。
| 地域           | 小学校                     | 中学校                       |
| -------------- | -------------------------- | ---------------------------- |
| 久保行政区以外 | つくばみらい市立板橋小学校 | つくばみらい市立伊奈東中学校 |
| 久保行政区     | つくばみらい市立三島小学校 | つくばみらい市立伊奈東中学校 |

## 施設
- つくばみらい市立伊奈東中学校
- ワープステーション江戸
- 鎌田農林公園
- 久保浄水場
- 浅間神社